# Antonio Camilo González
Antonio Camilo González (ur. 7 lutego 1938 w Salcedo) – dominikański duchowny rzymskokatolicki, w latach 1992-2015 biskup La Vega.

## Życiorys
Święcenia kapłańskie przyjął 1 lipca 1962. 10 października 1992 został prekonizowany biskupem La Vega. Sakrę biskupią otrzymał 8 grudnia 1992. 23 lutego 2015 przeszedł na emeryturę.